# Air Koryo
Air Koryo (на корейски: 고려항공) е държавната национална авиокомпания на Северна Корея, със седалище в Пхенян. Обслужва международни, вътрешни и чартърни полети.
Основният офис се намира на международното летище Сунан. Има клонове в Пекин, Шенянг, Макао, Банкок, Торонто, Берлин, Мексико Сити, Москва, Владивосток.

## История
Авиокомпанията е основана през 1955 г. и започва работа на 21 септември следващата година под името Chosonminhang Korean Airways. Първоначално самолетният флот се състои от Ли-2, Ан-2 и Ил-12. Ил-14 и Ил-18 са доставени през 60-те години на 20 век.
През 1975 г. флотът включва Ту-154 за маршрутите Пхенян – Прага, Източен Берлин, Москва. Флотът от Ту-154 е увеличен в началото на 80-те години. Заедно с Ту-154 за вътрешни полети са доставени Ту-134 и Ан-24. Ил-62, доставен през 1982 г., позволява директни полети Пхенян – Москва, София, Белград.
Разпадането на СССР и падането на социализма в Европа довеждат до намаляване на международните полети. През 1993 г. Chosonminhang Korean Airways е преименуван на Air Koryo. Също през 1993 г. Air Koryo поръчва 3 Ил-76 за товарни полети до Китай и Русия. Компанията придобива един Ту-204-300 през 2007 г. и един Ту-204-100V през 2010 г., за да замени остаряващия си флот. В момента от целия флот на Air Koryo само на тези два Ту-204 е разрешено да се експлоатират на територията на Европейския съюз. Останалата част от флота е включена в списъка със забранени полети над територията на ЕС.
През август 2012 г. Air Koryo стартира онлайн система за резервация на билети. През февруари 2013 г. украинското държавно предприятие „Антонов“ доставя един регионален самолет Ан-148-100V на компанията, а на 19 март 2015 г. пристига вторият поръчан по-рано Ан-148.

## Флот
През декември 2014 г. Air Koryo експлоатира следните самолети:

## Инциденти
- На 9 февруари 1976 г. докато рулира Ту-154В на писта №1 на летището в Иркутск получава повреда в дясната страна на фюзелажа и десния самолет от останките на Ту-104, който катастрофира и успява да избегне жертви.
- На 1 юли 1983 г. полет на Ил-62М от Пхенян до Конакри, Гвинея се разбива в планините на Гвинея. Всички 23 души на борда загиват.
- На 15 август 2006 г. самолет от Air Koryo (Tu 154B-2), извършващ редовен международен пътнически полет от Пекин до Пхенян катастрофира при излитане на пистата по време на рулиране след кацане при лошо време на международното летище Сунан в Пхенян. Няма съобщения за жертви, а щетите по самолета са минимални.
- На 1 март 2013 г. самолет Ту -204 на Air Koryo, след полет JS271 Пхенян – Владивосток, каца на пистата на местоназначението и се хлъзга от нея на разстояние около 60 метра. Инцидентът става по време на рулиране до стоянката. Въпреки обилните снеговалежи, предшестващи инцидента, по време на него състоянието на повърхностите на летището отговаря на техническите изисквания. Всички от 176-те пътници на борда оцеляват.